# Windelsbach
Windelsbach est une commune de Bavière (Allemagne), située dans l'arrondissement d'Ansbach et le district de Moyenne-Franconie.

## Géographie

Situation de Windelsbach (en rouge) dans la communauté administrative (en violet) et dans l'arrondissement d'Ansbach

Windelsbach est située à la source de l'Altmühl, dans le Parc naturel de Frankenhöhe, à la limite avec l'arrondissement de Neustadt an der Aisch-Bad Windsheim, à 8 km à l'est de Rothenburg ob der Tauber et à 28 km au nord-ouest d'Ansbach, le chef-lieu de l'arrondissement.
La commune fait partie de la communauté administrative de Rothenburg.
Communes ayant fusionné avec Windelsbach : Burghausen, Cadolzhofen, Nordenberg, Preuntsfelden.

## Histoire
La première mention écrite de Windelsbach date de 1241. Le village a appartenu à la principauté d'Ansbach, est devenue prussienne en 1792 et a été intégrée au royaume de Bavière en 1806.
Lors de la réforme administrative de 1818, elle fut érigée en commune.

## Démographie
| 1910 | 1933 | 1939 | 1950   | 1961  | 1979 | 2003  | 2009  |
| ---- | ---- | ---- | ------ | ----- | ---- | ----- | ----- |
| 990, | 957, | 905, | 1 441, | 1 014 | 917  | 1 057 | 1 088 |